# Reglets numèrics

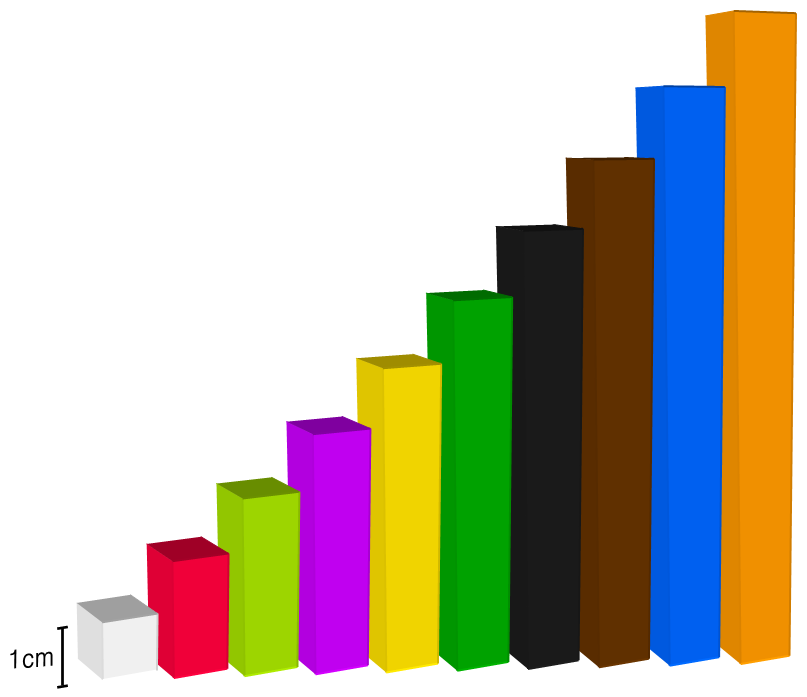
Reglets de Cuisenaire.

Els reglets numèrics (també coneguts com a reglets de Cuisenaire) són un joc versàtil de manipulació matemàtica utilitzat a l'escola, així com en altres nivells d'aprenentatge (com en idiomes). Es poden començar a usar amb xiquets des dels tres anys —abans no és recomanable perquè se'l podrien dur a la boca— i fins i tot amb adults, ja que permet que es comprenguen millor els números i faciliten la transició cap al càlcul mental. S'utilitzen per a ensenyar una àmplia varietat de temes matemàtics, com ara les quatre operacions bàsiques, fraccions, àrea, volum, arrels quadrades, resolució d'equacions simples, els sistemes d'equacions, i fins i tot equacions quadràtiques.

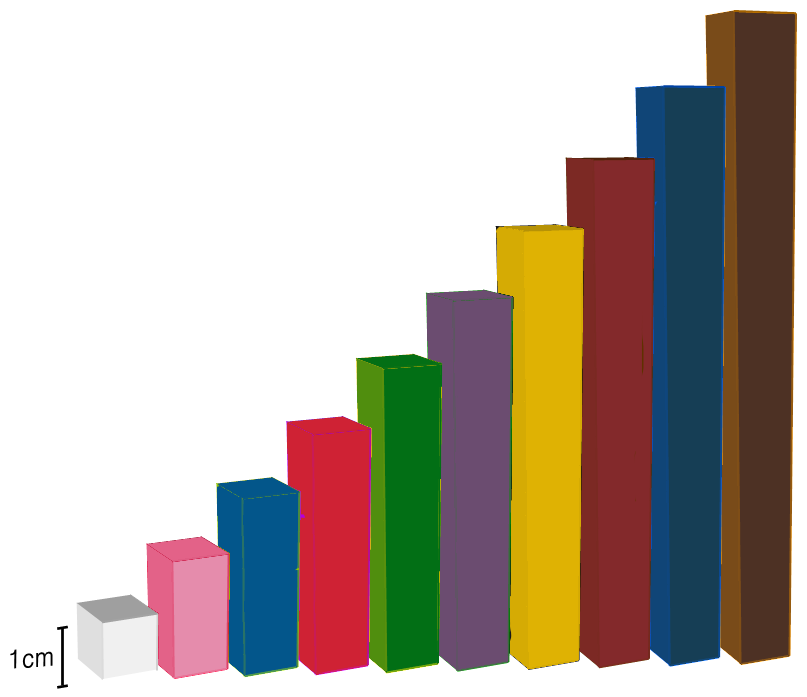
Reglets amb els colors proposats per Maria Antònia Canals

Els pedagogs Maria Montessori i Friedrich Fröbel van usar reglets per a representar números, mentres que el belga Georges Cuisenaire, en va introduir l'ús per a professors arreu del món a partir de 1945. Cuisenaire va ser un professor d'escola primària de Bèlgica, que va publicar un llibre sobre l'ús dels reglets en 1952, titulat Els números en colors. L'ús dels reglets tant per a l'ensenyament de les matemàtiques com per als idiomes va ser desenvolupat i popularitzat per Caleb Gattegno, en molts països d'arreu del món.
A Catalunya s'han popularitzat gràcies a la tasca de la mestra Maria Antònia Canals, que va introduir-los junt amb més material pensat per facilitar l'aprenentatge de les matemàtiques a l'escola.
Tot i que s'utilitzen principalment per a les matemàtiques, també han esdevingut populars a l'aula d'ensenyament d'idiomes, en particular, The Silent Way. Poden ser usats per a ensenyar temes com ara les preposicions de lloc, les frases i la pronunciació.

###### Colors dels reglets
En el sistema, hi ha deu reglets d'1 a 10 cm. Als reglets d'igual longitud se'ls assigna el mateix color, que és diferent en el sistema Cuisenaire, i en el de M. Antònia Canals
| Longitud (cm.) | Color Georges Cuisenaire | Color M. Antònia Canals |
| -------------- | ------------------------ | ----------------------- |
| 1              | Blanc                    | Fusta                   |
| 2              | Roig                     | Rosa                    |
| 3              | Verd clar                | Blau clar               |
| 4              | Porpra                   | Vermell                 |
| 5              | Groc                     | Verd                    |
| 6              | Verd fosc                | Lila                    |
| 7              | Negre                    | Groc                    |
| 8              | Marró                    | Granat                  |
| 9              | Blau                     | Blau fosc               |
| 10             | Taronja                  | Marrò                   |

Com que en educació Infantil i primer cicle d'educació primària un dels objectius principals del docent consistix a ajudar l'alumnat a desenvolupar la capacitat de calcular, l'ús de materials didàctics amb un enfocament logico-manipulatiu com els reglets de Cuisenaire són un recurs a tindre en compte. Els reglets permeten la iniciació en el càlcul mitjançant la descomposició dels números amb l'ajuda d'un suport tangible i manipulatiu, més fàcil d'entendre per l'alumnat en les seues primeres etapes d'aprenentatge, pel fet que els permet desenvolupar el càlcul mental i la seua corresponent representació. A més, permet a l'alumnat experimentar pel seu compte, fomentant el desenvolupament de l'autonomia mentre busca respostes de forma independent i espontània.